# Parts & Labor

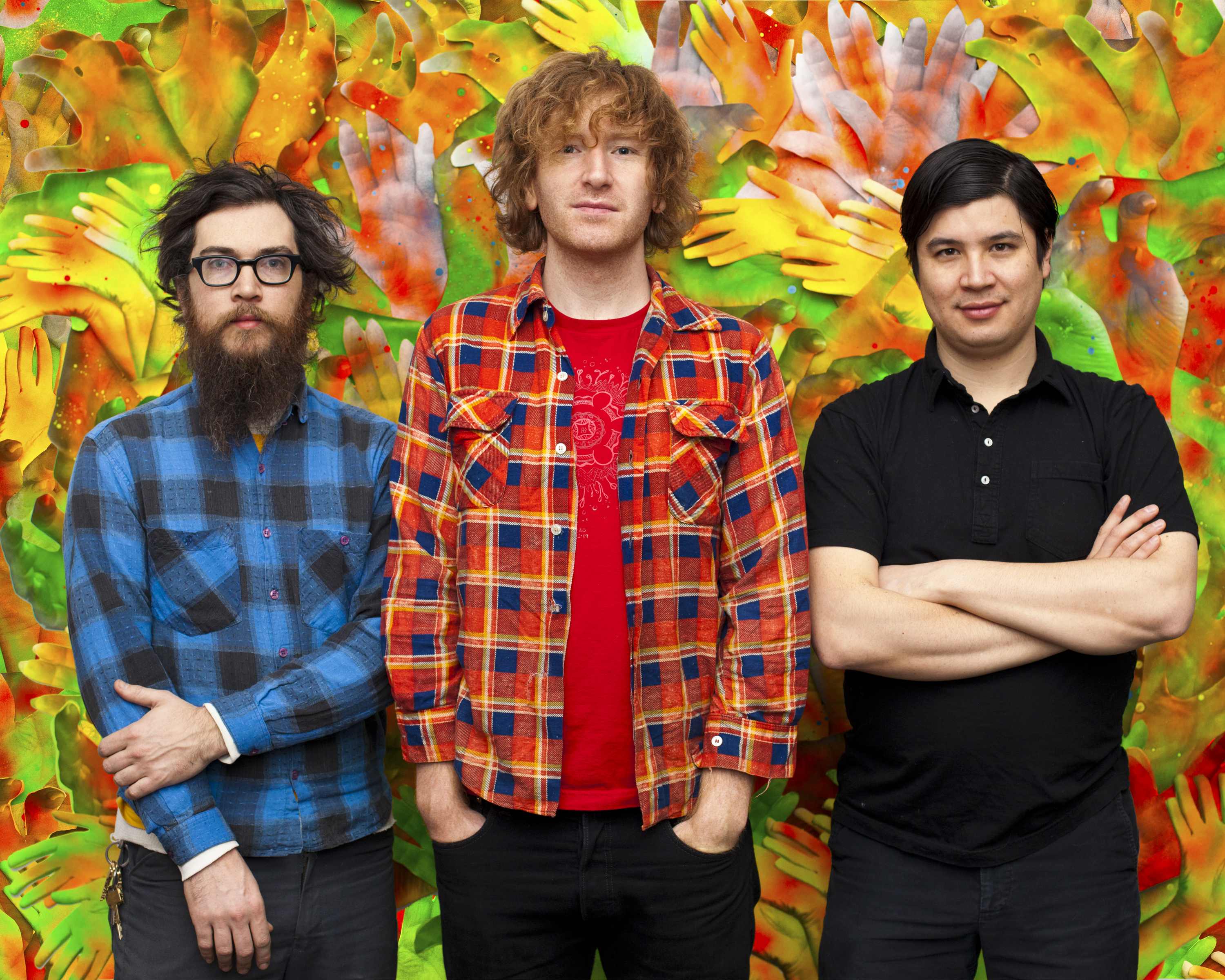
Parts & Labor (BJ Warshaw, Dan Friel, and Joe Wong) circa 2011

Parts & Labor sind eine US-amerikanische Noise-Rock-Band, die 2002 von B. J. Warshaw und Dan Friel in Brooklyn, NY gegründet wurde. 
Seitdem waren sie bereits mit Battles, TV on the Radio, Deerhoof, Voltage und anderen Bands auf Tour.

## Diskografie
- Groundswell (JMZ Records, 2003)
- Rise, Rise, Rise (split LP mit Tyondai Braxton)(Narnack Records, 2003)
- Stay Afraid (Jagjaguwar Records, 2006)
- Mapmaker (Jagjaguwar Records, 2007)
- Escapers One EP (Brooklyn Beats, 2007)
- This Was Supposed to be a Celebration Compilation (Mauled by Tigers, 2007)
- Escapers Two EP (Ace Fu, 2008)
- Receivers (Jagjaguwar Records, 2008)
- Constant Future (Jagjaguwar Records, 2011)